# کمیسیون

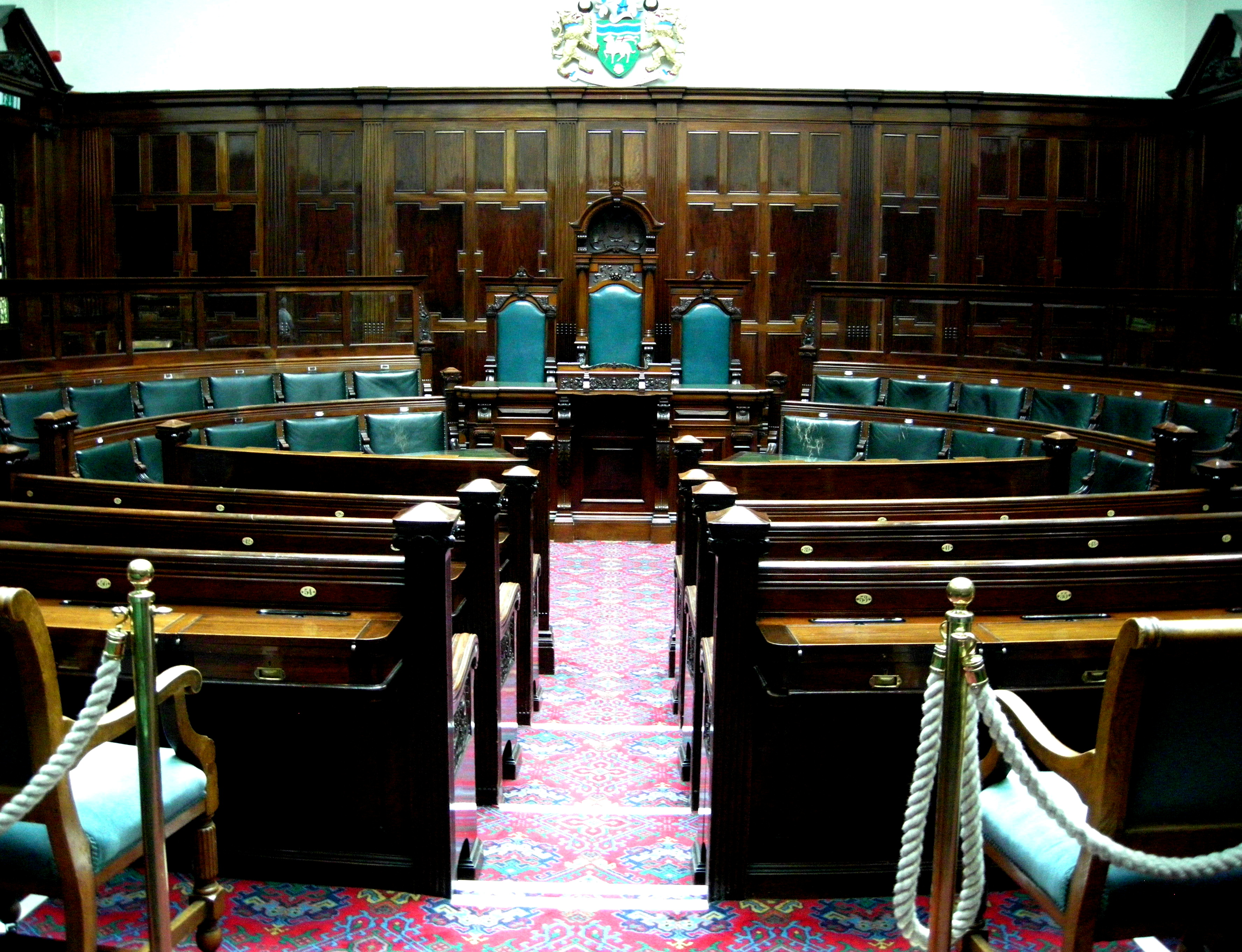
تصویری از یک کمیسیون

کمیته، یا کارگروه و همچنین کمیسیون یا هیئت یا گروه نوعی ساختار مشورتی کوچک است که وابسته به یک ساختار مشورتی بزرگتر است (مانند کمیسیون‌های مختلف مجلس شورای ملی یا مجلس شورای اسلامی). هر اقدامی در کمیته نیازمند رأی‌گیری است. کارگروه‌ها از نظر عملکرد به چند نوع دسته‌بندی می‌شوند:
کمیته‌های اجرایی: در سازمان‌های بزرگ که فراختر از آن هستند که همهٔ اعضا بتوانند به‌طور فعالانه در گفتگوها شرکت کنند، کارها به کمیته‌های کوچکتر که قدرت تصمیم‌گیری و هزینه کردن پول را دارند واگذار می‌شوند. این کمیته ممکن است همه یا بخشی از این قدرت‌ها را به صورت محدود یا نامحدود داشته باشد.
برای نمونه هیئت مدیره ممکن است برای یک قرارداد پیمانکاری وارد عمل شود و تصمیم بگیرد که کدام قراداد اجرایی شود یا نشود.
کمیته‌های هماهنگی: افراد بخش‌های گوناگون سازمان ممکن است به منظور بحث دربارهٔ توسعه با یکدیگر ملاقات کنند. یا برای بازبینی پروژه‌های چند وظیفه ای (چند واحد یا چند بخش مختلف سازمان با آن در گیر هستند) یا گفتگو پیرامون آینده. زمانی که کمیته‌ها بزرگ هستند، آن‌ها به کمیته‌های کوچک‌تر تقسیم می‌شوند. برای نمونه یک هیئت مدیرهٔ بزرگ به کمیته‌های ممیزی، کمیته مالی، کمیته جبران خسارت و غیره. کنفرانس‌های بزرگ آکادمی نیازمند کمیته‌های هماهنگی هستند که از افراد تخصصی تشکیل شده باشند.
کمیته‌های تحقیق و پیشنهاد: این کمیته وظیفهٔ پژوهش در خصوص افراد و استعدادهای نهفته در موضوع خاصی را دارا می‌باشد. این یافته‌ها بیشتر به منظور استفاده در برنامه‌ریزی پروژه‌ها به کار می‌روند.
کمیته‌های مدیریت پروژه: زمانی که مدیر پروژه نتواند پروژه را به درستی مدیریت کند این وظیفه به یک کمیته واگذار می‌شود که البته این نکتهٔ تازه‌ای نیست اما مسئلهٔ تازه این است که دیگر این بار کسی در ازای عملکرد ضعیف پاسخگو نبوده و این کمیته‌است که در اینباره مسئول شناخته می‌شود. در این کمیته رئیس تنها به عنوان یک تسهیل‌کننده شناخته می‌شود.

## کمیته‌های ثابت
1. کمیته‌های ثابت اجرایی
2. کمیته‌های ثابت قانون‌گذاری